# Дольд-Михайлик, Юрий Петрович
Юрий Петрович Дольд-Михайлик (укр. Юрій Дольд-Михайлик; 4 [17] марта 1903, село Бутенки Полтавской области — 17 мая 1966, Киев) — украинский советский писатель, драматург, критик, публицист.

## Биография

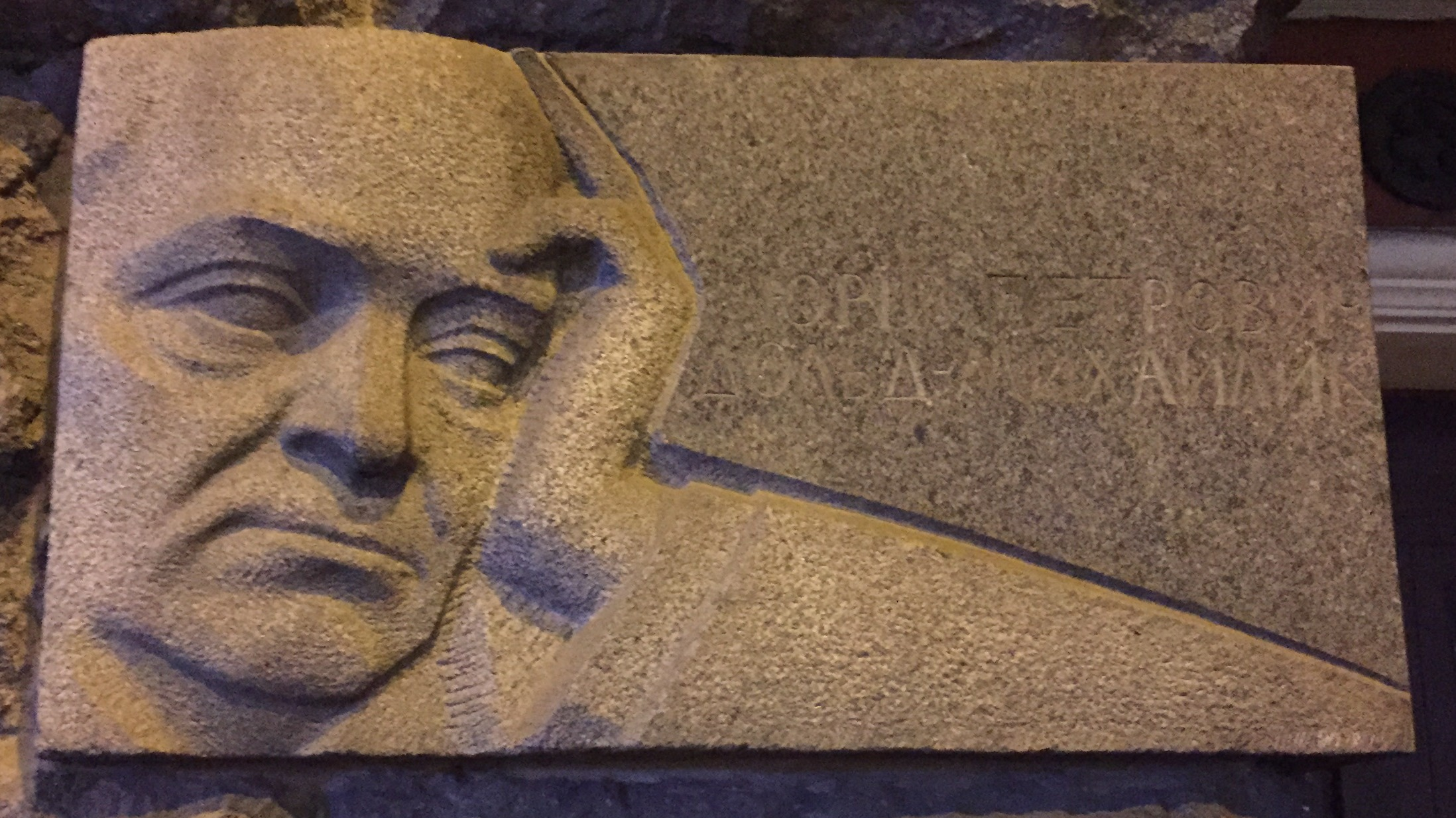
Памятная доска

Юрий Михайлик родился 17 марта 1903 года в селе Бутенки Полтавской области. Его отец был железнодорожником. По другой версии — из крестьян.
Окончил Кобеляцкое коммерческое училище, в 1925 году — Днепропетровский институт народного просвещения.
Работал директором детской колонии, в газетах Херсона и Винницы. В 1920-х гг. взял псевдоним Юрий Дольд, затем — Дольд-Михайлик.
В 1934—1935 годах был главным редактором Украинской студии кинохроники, 1936—1937 — руководитель «Кинолетописи», с 1937 г. жил в Киеве на ул. Саксаганского 24; 1937—1942 — главный редактор Киевской студии художественных фильмов.
Позднее был начальником театрального отдела Управления по делам культуры Туркменской ССР.
После войны работал в газете «Радянська Україна», на издательской работе.
Писал на украинском языке, переводами его текстов на русский язык занималась его жена Елена Россельс.
Умер 17 мая 1966 года. Похоронен в Киеве на Байковом кладбище. На доме № 6 по ул. Красноармейской, где он жил и работал в 1952—1966 гг., в 1968 году открыта мемориальная доска (скульптор К. В. Годулян, архитектор Р. П. Юхтовский).

## Творчество
Начал печататься с 1922 года.
Известность получил благодаря приключенческому роману о разведчике Григории Гончаренко (он же — Генрих фон Гольдринг) «І один у полі воїн» (1956), переведённому на многие иностранные языки, который описывает подвиг советских разведчиков в немецком тылу в годы Великой Отечественной войны. По роману снят фильм «Вдали от Родины» на киностудии имени Довженко по сценарию, написанному самим Ю. Дольдом-Михайликом. Позднее на основе сюжета польские кинематографисты выпустили сериал «Ставка больше, чем жизнь». Продолжения — романы «У чорних лицарів» (1964), «Над Шпрее клубочаться хмари» (1965).
Автор основы знаменитого мифического «Плана Даллеса», взятого на вооружение российскими конспирологами. В романе «У черных рыцарей» близкие по смыслу и текстуально идеи развивает персонаж, американский генерал Думбрайт: 

«…я хочу говорить о той новой работе, которую мы обязаны и будем вести. Трудную, куда более трудную и менее заметную, но больше всего необходимую сегодня, — я говорю об идеологическом наступлении на коммунизм! Да, да, именно о наступлении. Развёрнутым фронтом. Во всеоружии форм, способов, методов, которым трудно будет противостоять, ибо они начнут действовать как коррозия, незаметно разъедающая металл.
… Да, основное теперь, после войны, — дискредитация самой идеи коммунизма. Самой идеи! Здесь надо учитывать всё: начиная от философских идей, преподнесённых как новейшее достижение идеалистической человеческой мысли, и кончая антисоветским анекдотом. Вооружённая борьба закончилась, начинаем войну психологическую.
— С Россией? — спросил Воронов.
— С коммунизмом, — отчеканивая слова, ответил Думбрайт. — С мировым коммунизмом. Ибо после войны он вырос в мировую систему и стал угрозой для всего мира… Над Россией сияет ореол спасителя человечества от фашизма. Этот ореол мы должны развеять. Надеюсь, не требуется объяснять зачем?
— Но роль России в войне… — робко заметил Воронов. — История…
— Её уроки тем и отличаются, что человечество быстро их забывает, сказал один мыслитель. Не помню кто, но сказано очень метко. У человечества действительно короткая память. А нам это очень на руку. Мы заплатим немецким генералам десятки, сотни, тысячи долларов, и они создадут нам мемуары по истории второй мировой войны в нужном нам аспекте. Докажут, что не на Востоке, а в Африке, в Италии и на Тихом океане ковалась победа, апофеозом которой стало открытие второго фронта. … Россия лежит в развалинах. По подсчётам наших экономистов, русским надо пятьдесят лет, чтобы восстановить населённые пункты, промышленность, сельское хозяйство да и вообще всю экономику в целом. … Тридцать, пятьдесят… оба этих срока нас не устраивают. Надо, чтобы русские потратили на восстановление хозяйства в три раза больше времени! … Среди всех народностей, входящих в Советский Союз, измученных войной и нехватками, надо посеять неверие в возможность построения коммунизма не только в ближайшее время, а вообще. Какими путями? Их много. Арсенал этого опасного для русских оружия неисчерпаем. Тут всё зависит от нашей с вами изобретательности. Ревизия их веры — марксизма-ленинизма вот первое, о чём надо говорить. Надо взять на вооружение все течения новейшей философии, отфильтровать их, отобрав на первый взгляд самые невинные, и, прикрываясь щитом материалистической диалектики, которая утверждает, что всё находится в движении, все меняется, в зависимости от среды и обстоятельств, стараться протащить враждебные марксизму идеи. Могучим оружием может стать и дезинформация. Величайшие человеческие мысли в области физики, биологии, техники и других наук можно преподнести под соусом идеализма и ещё какого-либо „изма“! Пока разберутся, пока опомнятся, время будет идти и лить воду на нашу мельницу. …
Человеческая натура такова, что в беде всегда ищет какую-нибудь отдушину: одни цепляются за религию, другие заливают горе вином, третьи ищут забытья в разгуле. Есть люди, горячо берущиеся за работу, считая её лучшим лекарством. Русским сейчас приходится туго. Вдова, потерявшая на фронте мужа… молодая девушка, которую бросил любимый… парень, сразу не нашедший себе места в жизни… — натолкните их на мысль, что они должны уповать на бога, завлеките их в секту, а если таковой не имеется, организуйте сами!.. Славяне любят попеть за рюмкой водки. Напомните им, как отлично они варили самогон во время гражданской войны. Пьяному море по колено, говорят русские. Создайте такое море, и пьяный побредёт туда, куда нам нужно. Русские, украинцы, белорусы склонны к юмору. Поможем им! Вооружим любителей острого словца анекдотами, высмеивающими их настоящее и будущее. Меткий анекдот распространяется с молниеносной быстротой, иногда даже людьми, беззаветно преданными советской власти. У русских есть неплохая поговорка: „Для красного словца не пожалею и отца“. …анекдот это великая сила. Мимо одного проскользнёт незаметно, а у другого оставит в сознании тонкий налёт, который послужит своеобразным катализатором для всего антисоветского.… надежда каждой нации — её молодёжь! Мы обязаны сделать так, чтобы эта надежда обманула большевиков. Молодёжь склонна увлекаться, и это надо помнить, подбирая ключи к её умам. Отравляйте душу молодёжи неверием в смысл жизни, пробуждайте интерес к сексуальным проблемам, заманивайте такими приманками свободного мира, как модные танцы, красивые тряпки, специального характера пластинки, стихи, песни… Дети всегда найдут, в чём упрекнуть родителей. Воспользуйтесь этим! Поссорьте молодых со старшим поколением… Я бы мог перечислять и перечислять способы, к которым можно прибегнуть в каждом отдельном случае, но цель моей сегодняшней беседы не в этом. Я хочу доказать одно: мы должны быть такими изобретательными в способах психологической войны с коммунизмом, чтобы коммунистическая пропаганда не поспевала за нами!»
Член Союза писателей СССР (1939).

### Книги: сборники очерков и рассказов, повести, романы
- «Між двома батьківщинами» (1930)
- «Колгоспні люди» (1931)
- «Жіночі портрети» (1934)
- «Степовики» Роман (1949) (рус. пер.: Степняки. М., 1950)
- «Степ прагне» (1951) (рус. пер.: Степи жаждут. М., 1951)
- «Каховські оповідання» (1952)
- «Портрет матері» (1954) (рус. пер.: Портрет матери. М., 1956)
- «І один у полі воїн» Роман (1956) (рус. пер.: И один в поле воин. М., 1957; многочисленные переиздания)
- «У чорних лицарів» Роман (1964) (рус. пер.: У чёрных рыцарей. М., 1994)
- «Над Шпрее клубочаться хмари» (1965) (рус. пер.: Гроза на Шпрее. Архангельск, 1994)
- «У чёрных рыцарей». М., "Родина", 2024
- «И один в поле воин». М., "Родина", 2024
- «Римские каникулы». М., "Родина", 2024
- «Гроза на Шпрее». М., "Родина", 2024

### Киносценарии художественных и научно-популярных фильмов
- «Они видят вновь» (1948, научно-популярный)
- «Кровавый рассвет» (1956, художественный)
- «По следам невидимых врагов» (1955, научно-популярный)
- «Вдали от Родины» (1960, художественный)

### Пьесы
- «Щорс» (1938)
- «Котовский» (1937—1938)
- «Великий закон» (1948)
- «Бориславская трагедия» (1954)

## Награды
- 2 ордена «Знак Почёта» (24.11.1960; 03.05.1963)
- медали